# Joaquín Beunza Redín

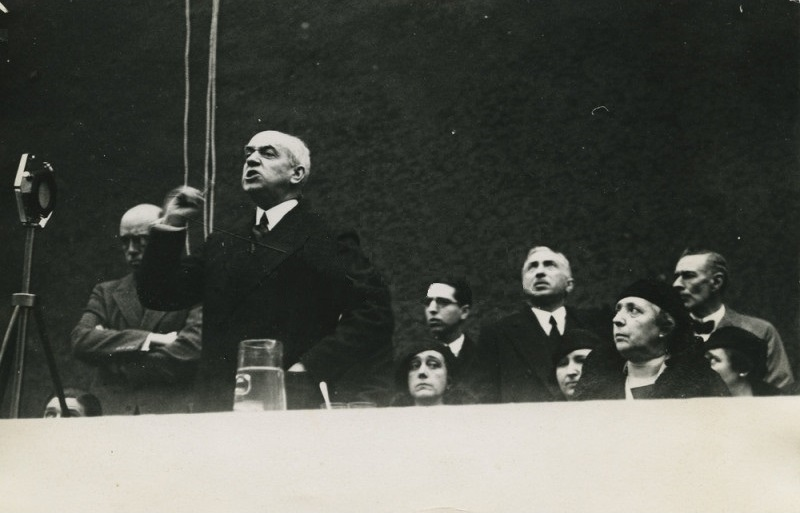
Discurs de Joaquín Beunza a Bilbao (1932)

Joaquín Beunza Redín (Pamplona, 4 d'agost de 1872 - Hondarribia, 4 de setembre de 1936) fou un advocat, jurista i polític navarrès. Procedia d'una família humil del camp, va fer els seus primers estudis amb gran esforç aconseguint bones notes i assolint una beca per a prosseguir estudis a la Universitat de Salamanca llicenciant-se en Lleis en 1895, on fou especialment brillant. Posteriorment va realitzar el doctorat a Madrid, i va ser pensionat per a ampliar els seus estudis a París. En retornar a Pamplona va exercir d'advocat amb un bufet molt prestigós, especialitzat en Dret Foral.
Va militar en les files del carlisme i sent jove va ser escollit regidor de l'Ajuntament de Pamplona per la Comunió Tradicionalista de 1901 a 1906, com a tinent d'alcalde els dos últims anys. Posteriorment durant 8 anys va ser diputat Foral jaumista, des de 1909 i 1917. Era partidari de la reintegració foral, petició que fou realitzada en 1918. Va ser un dels fundadors de la Societat d'Estudis Bascos el 1918, participant en el II Congrés d'Estudis Bascos amb un treball sobre l'"Ensenyament Primari a Navarra". Participà en la comissió de la Societat d'Estudis Bascos per a preparar el qual seria l'Estatut d'Estella. Va ser partidari de substituir el terme Estat Basc per Estat Basc-Navarrès, i també era partidari d'incorporar-hi un dret penal.
Va estar enfrontat a la Segona República Espanyola per la política religiosa, ja que era contrari a la llibertat de cultes. Va participar el 15 de juny de 1931 en l'Acte de Afirmacin Catòlica a Pamplona. Fou elegit diputat a les eleccions generals espanyoles de 1931 pel Bloc Catòlic-Foralista. Va formar part de la Minoria Basco-Navarresa, de la qual fou president i va tenir com a secretari al nacionalista basc José Antonio Aguirre. Va defensar amb fermesa l'Estatut Basc aprovat a Estella i proclamat en Guernica el 12 de juliol de 1931 i que el mateix va lliurar al President Niceto Alcalá Zamora per a la seva tramitació en les Corts.
No va ser advertit pels seus companys carlins de la revolta militar que va iniciar la Guerra Civil espanyola, raó per la qual el va sorprendre al balneari de Zestoa, on hi fou detingut el 23 de juliol i dut al presó de Sant Sebastià. Posteriorment fou traslladat al fort de Guadalupe a Hondarribia. El seu amic Manuel de Irujo va evitar que els incontrolats l'assassinessin, fins que el 4 de setembre, quan els requetès estaven prenent Irun, va ser afusellat.